# Linda mujer
Linda mujer o Yo soy Mexicano de acá de este lado, es una película musical mexicana de 1952 producida, escrita y dirigida por Miguel Contreras Torres y protagonizada por Rosa Carmina y Roberto Cañedo. 

## Argumento
Jorge (Roberto Cañedo) abandona la universidad para dedicarse a la parranda. Asiduo a los centros nocturnos de la Ciudad de México, se enamora de la rumbera María Elena (Rosa Carmina). Preocupado por la conducta de su hijo, el próspero empresario Eugenio (Edmundo Espino), decide correr de su casa a Jorge para darle una lección. Ante la necesidad económica, Jorge convence a María Elena de hacerse pasar por esposos para vivir en la hacienda de su tío Roque (Arturo Soto Rangel). La pareja logra engañar a don Roque, pero pronto enfrentan las sospechas de los habitantes del lugar. El pocho Freddie (Rodolfo Acosta) provoca problemas entre María Elena y Jorge, hasta que ella huye de la hacienda. El hecho hace recapacitar a Jorge, que en adelante busca ganarse la vida por su propia cuenta para ofrecerle un futuro estable a María Elena y reconciliarse con su familia.

## Reparto
- Rosa Carmina ... María Elena Urbina
- Roberto Cañedo... Jorge Pulido
- Rodolfo Acosta ... Freddie Miranda
- Arturo Soto Rangel ... Don Roque Posadas
- Dolores Camarillo ... Gertrudis
- Edmundo Espino ... Don Eugenio Pulido
- Eugenia Galindo ... Doña Natividad de Pulido

## Comentarios
Rosa Carmina reveló en el libro Las Reinas del Trópico: «A Miguel Contreras Torres le gustaba filmar en exteriores. En ese tiempo, en el Cine mexicano, casi no se hacían locaciones porque era muy caro. A Contreras Torres le gustaban los aspectos técnicos, manejar los conjuntos y la grúa».